# Loxodon macrorhinus
Loxodon macrorhinus är en hajart som beskrevs av Müller och Henle 1839. Loxodon macrorhinus ingår i släktet Loxodon och familjen revhajar. IUCN kategoriserar arten globalt som livskraftig. Inga underarter finns listade i Catalogue of Life.